# 나바티예주
나바티예주(아랍어: محافظة النبطية)는 레바논 남부에 위치한 주로, 주도는 나바티예이며 면적은 1,058km2이다. 시아파 인구가 다수를 차지한다.